# Encina de San Silvestre
Encina de San Silvestre é um município da província de Salamanca, na comunidade autónoma de Castela e Leão, na Espanha. Possui área de 23,76 quilômetros quadrados com população de 126 habitantes (2007) e densidade populacional de 5,23 habitantes por quilômetros quadrado.

## História
A fundação de Encina de San Silvestre remonta à repovoação efetuada pelos reis leoneses na Idade Média. Encina de San Silvestre fazia parte do alfoz de Ledesma. Em 1469, nasceu, na localidade, o humanista Juan del Encina. Sua dependência medieval ao condado de Ledesma se prolongou até o século XIX. Com a criação das atuais províncias da Espanha em 1833, Encina de San Silvestre se integrou à província de Salamanca.

## Demografia
| Variação demográfica do município entre 1991 e 2004 | Variação demográfica do município entre 1991 e 2004 | Variação demográfica do município entre 1991 e 2004 | Variação demográfica do município entre 1991 e 2004 |
| --------------------------------------------------- | --------------------------------------------------- | --------------------------------------------------- | --------------------------------------------------- |
| 1991                                                | 1996                                                | 2001                                                | 2004                                                |
| 124                                                 | 128                                                 | 122                                                 | 124                                                 |